# Der große Gangster
Der große Gangster (Originaltitel: The Big Shot) ist ein US-amerikanischer Gangsterfilm aus dem Jahr 1942 von Lewis Seiler. Das Drehbuch verfassten Bertram Millhauser, Abem Finkel und Daniel Fuchs. Seine Uraufführung erlebte der Film am 13. Juni 1942 in den USA. In der Bundesrepublik Deutschland hatte er seine Premiere am 24. Juni 1967 im Dritten Programm des Westdeutschen Rundfunks (WDR).

## Handlung
Ein Außenseiter der Gesellschaft ist Joseph „Duke“ Berne. Zu oft schon haben die Richter ihre Urteile in sein Ohr gehämmert. Jetzt hat er „Angst vor dem eigenen Schatten“ bekommen. Er ist nicht kuriert; aus Angst will er anständig werden, denn das nächste Urteil würde für ihn „lebenslänglich“ bedeuten. Berne hat keine Lust, den Rest seines Lebens hinter Zuchthausmauern zu verbringen. Darum betrachtet er, der einst „a big shot“, ein großer und in seinen Kreisen „angesehener“ Gangster war, nun jeden Polizisten mit ängstlichen Blicken und lässt sich von Frenchy, einem kleinen Strauchdieb, demütigen, ohne sich zu wehren. Frenchy hat „Duke“ Berne gesucht, um ihn zu einem neuen Coup zu überreden: den Überfall auf einen Geldtransport. Der Mann hinter dem Plan ist der Rechtsanwalt Fleming, ein alter Bekannter Bernes, bei dem dieser zu seiner Überraschung seine Freundin Lorna vorfindet – als Mrs. Fleming.
Der Schock macht „Duke“ willig zum Gangsterstückchen, doch Lorna, die ihn immer noch liebt, hindert ihn mit vorgehaltener Pistole an der Teilnahme. Dennoch gerät Berne in Verdacht, als eine Augenzeugin des Überfalls, von der Polizei gedrängt, ihn im „Verbrecheralbum“ erkennt. Bernes Alibi ist Lorna. Weil Fleming jedoch nichts vom Besuch seiner Frau wissen darf, muss ein „frisiertes“ Alibi beschafft werden. Frenchy, der beim Überfall einen Polizisten erschossen hat, verrät Lorna aber an Fleming, der daraufhin „Dukes“ Alibi platzen lässt. Urteil: Lebenslänglich für „Duke“, sowie Haft für den jungen George Anderson, der „Dukes“ Alibi besorgt hatte.
Mit Lornas Hilfe kann „Duke“ aus dem Gefängnis ausbrechen. Bei der Flucht ersticht ein Mitflüchtling einen Wärter – ein Mord, der durch unglückliche Umstände dem unschuldigen Anderson angelastet wird. Im Versteck von der Polizei aufgestöbert, muss „Duke“ mit Lorna fliehen. Ein Schuss trifft die Frau tödlich. Als Rächer erscheint „Duke“ Berne in Flemings Wohnung. Bei dem sich anschließenden Pistolenduell erschießt „Duke“ den Anwalt; er selbst wird schwer verletzt. Er stirbt in der Klinik, nachdem er Anderson entlastet hat.

## Kritik
Der Evangelische Filmbeobachter fasst seine Meinung so zusammen: „Der durchschnittliche Streifen wird sehenswert durch die Darstellung des Gangster-Helden Humphrey Bogart.“ Zu einer ähnlichen Einschätzung gelangte das Lexikon des internationalen Films: „Mittelmäßiger Gangsterfilm aus dem Jahr 1942, der einzig durch die darstellerische Leistung von Humphrey Bogart einiges Profil gewinnt.“ Ganz anders wird Bogarts Leistung von Prisma gesehen: „Dieser Film war eher ein Rückschritt in Bogarts aufblühender Karriere. Denn hier spielt er lustlos in einer eher dürftigen Story aus der Gefängniswelt.“